# Intel·ligència artificial feble
IA feble (també conegut com IA estreta, o ANI, que significa Artificial Narrow Intelligence) és una intel·ligència artificial racional que es refereix a la capacitat de les màquines per fer tasques específiques que normalment requeririen intel·ligència humana. Aquestes tasques poden incloure coses com ara el reconeixement de veu, la traducció automàtica i la identificació d'imatges. La IA feble s'utilitza comunament en la indústria per millorar l'eficiència i la precisió dels processos. Està dissenyada per fer una sola o un conjunt molt limitat de tasques relacionades amb un alt nivell de competència. També es coneix com a IA feble, IA estreta, IA limitada o fins i tot IA especialitzada. Els sistemes ANI generalment s'entrenen en un gran conjunt de dades i poden prendre decisions o fer accions basades en aquest entrenament. L'ANI és una IA amb caràcter reactiu, memòria limitada i orientada a objectius específics. La seva funció és estar preparada per actuar en un sol rol, garantint que exerceixi plenament el seu paper.
Alguns comentaristes pensen que la IA feble podria ser perillosa. El Centre Stanford per a la Internet i la Societat (Stanford Center for Internet and Society) en la següent cita, contrasta la IA forta amb la IA feble en relació amb el creixement de la IA estreta que presenta "problemes reals".
| «                                                                         | La IA feble o “estreta”, en contrast, és una realitat actual. El programari controla moltes facetes de la vida quotidiana i, en alguns casos, aquest control presenta problemes reals. Un exemple es va donar el maig del 2010, el "flash crash" que va provocar una caiguda temporal però enorme al mercat. | » |
| — Ryan Calo, Centre Stanford per Internet i Societat, 30 d'agost de 2011. | |   |

Els següents dos extractes de Singularity Hub resum a la IA feble:
| « | Quan es truca al banc i es parla amb una veu automatitzada probablement estàs parlant amb una IA... una de molt molesta. El nostre món és ple d'aquests programes limitats d'IA que classifiquem com a “dèbil” o “estreta” o “aplicada”. Aquests programes estan lluny dels intel·ligents, cercadors d'amor, ple d'angoixa, les intel·ligències artificials que veiem a la ciència ficció, però és temporal. Totes aquestes intel·ligències artificials estretes són com els aminoàcids al fang de la Terra. | » |

| «                                                     | De mica en mica estem construint una biblioteca de talents de IA estretes que cada cop són més impressionants. El processament i reconeixement de veu permeten als equips convertir sons en text amb més precisió. Google està usant la IA per subtitular milions de vídeos a YouTube. Així mateix, la visió del computador està millorant perquè programes com Vitamin d Video pugui reconèixer objectes, classificar-los i entendre com es mouen. La IA estreta no només està millorant en el processament de l'entorn, sinó també entenent la diferència entre allò que un ésser humà diu i allò que un ésser humà vol. | » |
| — Aaron Saenz, Singularity Hub, 10 de agosto de 2010. | |   |

## Exemples d'Intel·ligència Artificial Feble
- Chatbots

- Sistemes de recomanació

- Reconeixement de veu

- Traducció automàtica

- Anàlisi de dades[1]

## Classificació
Els sistemes ANI es poden classificar en dues categories: sistemes d'aprenentatge supervisat i sistemes d'aprenentatge no supervisat.
Els sistemes d'aprenentatge supervisat s'entrenen en conjunts de dades etiquetades que permeten que el sistema aprengui la relació entre les dades d'entrada i la sortida desitjada.
D'altra banda, els sistemes d'aprenentatge no supervisats s'entrenen en conjunts de dades no etiquetades i poden identificar els patrons i les relacions a les dades sense orientació.

## Diferències entre la Intel·ligència Artificial Forta i Feble
La principal diferència entre la IA feble i la IA forta és la capacitat de les màquines per igualar o superar la intel·ligència humana. La IA feble s'enfoca en tasques específiques i limitades, mentres que la IA forta aspira a tenir una intel·ligència general comparable a la dels éssers humans.la seva capacitat per fer tasques més enllà del que s'ha programat específicament que facin.
La IA feble està dissenyada per fer tasques específiques i predictibles, mentre que la IA forta té la capacitat d'aprendre i adaptar-se a noves situacions. A més, la IA forta és capaç de raonar i prendre decisions, mentre que la IA feble simplement segueix instruccions.
La IA feble s'utilitza en una varietat d'aplicacions, incloent sistemes de recomanació en línia, chatbots, aplicacions mòbils, i reconeixement de veu. Aquestes aplicacions d'Intel·ligència Artificial Feble han millorat l'eficiència i la precisió dels processos en una varietat d'indústries.
La IA forta s'està utilitzant cada cop més en àrees com la robòtica avançada i els vehicles autònoms. Aquestes tecnologies tenen el potencial de revolucionar la manera com ens movem i treballem. Per exemple, els vehicles autònoms podrien reduir significativament la quantitat d'accidents de trànsit causats pels humans.